# Harry Bugin
Harry Bugin (* 10. März 1929 in Bronx, New York City, New York; † 6. Oktober 2005 in Jackson Heights, Queens, New York City, New York) war ein US-amerikanischer Filmschauspieler und Bühnenschauspieler.

## Leben
Harry Bugin wurde 1929 in Bronx, im US-Bundesstaat New York geboren. Er war der Sohn von Isidore und Dadia Bugin und Bruder von Ruth Burgin. Er war Absolvent der New York Public School und der American Academy of Dramatic Arts in New York City. Bugin spielte eine Reihe von Musikinstrumenten, darunter Bass, Gitarre und Tuba. Von 1947 bis 1970 arbeitete er als professioneller Musiker.
1981 hatte Bugin in dem Film The Man Who Saw Tomorrow seinen ersten Auftritt. 1989 stand er in der Fernsehserie America’s Most Wanted erstmals für das Fernsehen vor der Kamera.
1957 heiratete er Aphrodite Manickas aus Pawtucket, Rhode Island in New York City. Zu diesem Zeitpunkt begann sie eine 30-jährige Karriere in der Werbebranche. Sie lebten bis zu seinem Tod in Jackson Heights, New York.

## Filmografie
- 1981: The Man Who Saw Tomorrow
- 1982: Die letzte amerikanische Jungfrau (The Last American Virgin)
- 1989: America’s Most Wanted (Fernsehserie, eine Folge)
- 1991: Barton Fink
- 1992: Mac
- 1994: Hudsucker – Der große Sprung (The Hudsucker Proxy)
- 1996: City Hall
- 1996: Sudden Manhattan
- 1997: Destination Anywhere (Destination Anywhere: The Film)
- 1998: The Big Lebowski
- 2000: Joe Goulds Geheimnis (Joe Gould’s Secret)
- 2005: Game 6 – Das Leben ist ein Spiel! (Game 6)